# Abadía de Achel

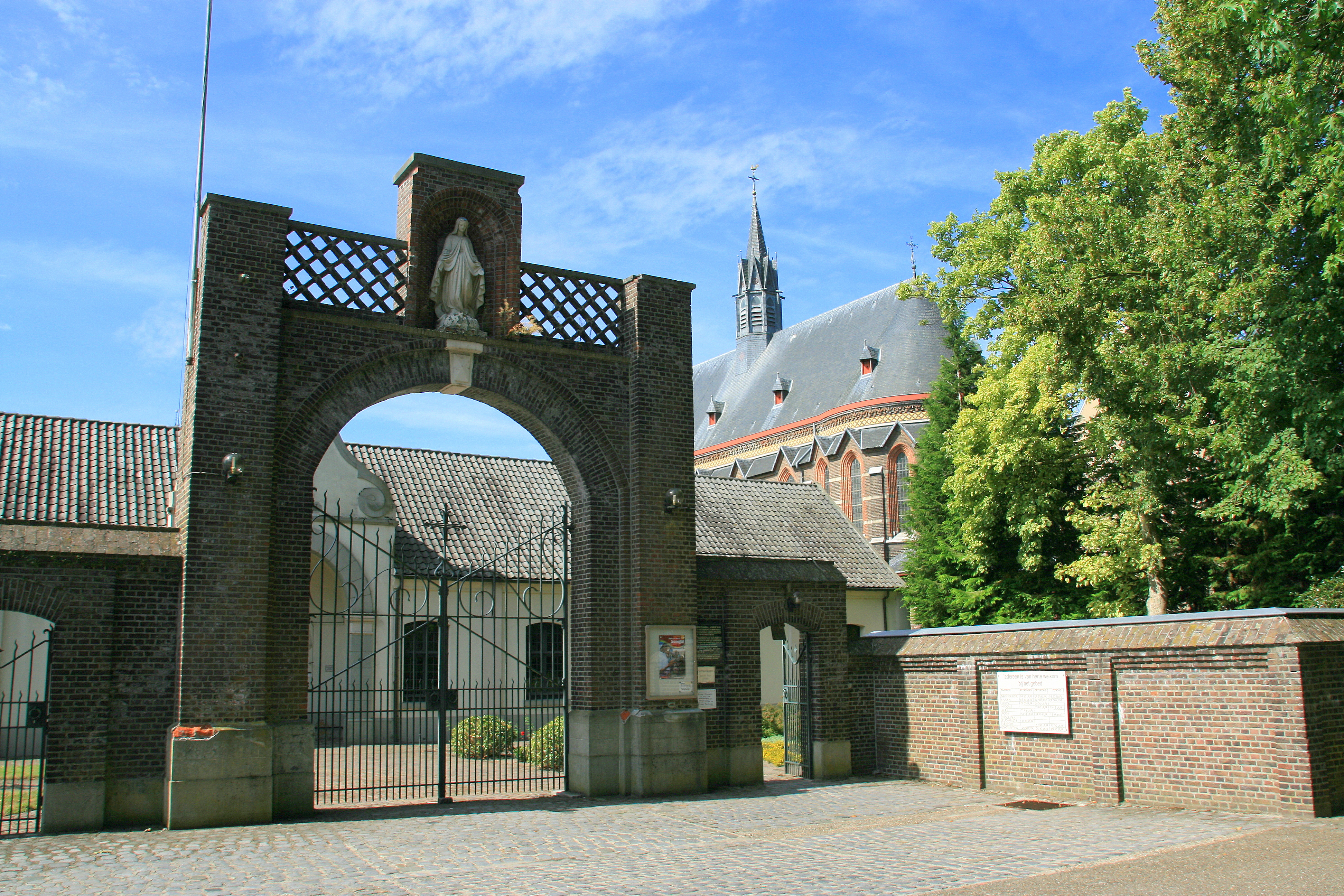
Puerta de ingreso a la abadía

La abadía de Achel, abadía de San Benito (Sint Benedictus Abdij) o también Achelse Kluis (que significa ermita de Achel), que pertenece a la orden cisterciense de la Estricta Observancia, se encuentra en Achel en la región Campine de la provincia de Limburgo (Flandes, Bélgica). La abadía es conocida por su vida espiritual y su fábrica de cerveza, que es una de los pocos fábricas de cerveza trapense del mundo produce la cerveza del mismo nombre. La vida en la abadía se caracteriza por la oración, la lectura y el trabajo manual, los tres elementos básicos de la vida trapense.

## Historia

### SiglosXVIIyXVIII
El 30 de enero de 1648, a finales de la Guerra de los Ochenta Años, se firmó el Tratado de Münster entre España y los países Bajos. A resultas del tratado la misa católica fue prohibida en la República holandesa. Por lo tanto, los católicos de Valkenswaard y Schaft construyeron una capilla en Achel, que pertenecía al príncipe-obispo de Lieja. Las primeras raíces de la abadía se remontan a 1686, cuando Petrus van Eynatten, hijo del alcalde de la ciudad de Eindhoven, fundó una comunidad de ermitaños de San José. La comunidad florecería hasta 1789 cuando fueron expulsados de su convento después de que el ejército revolucionario francés invadiese los Países Bajos Austríacos. La abadía fue vendida a Jan Diederik van Tuyll van Serooskerken (Utrecht, 6 de agosto de 1773-Heeze, 9 de julio de 1843).

### SigloXIX
El 21 de marzo de 1846, los monjes trapenses de la abadía de Westmalle fundaron un priorato en Achel (fundado en Meersel-Dreef el 3 de mayo de 1838 en un antiguo monasterio de la Orden de los Hermanos Menores Capuchinos). La abadía y sus 95 hectáreas de tierra habían sido compradas por el sacerdote Gast de Heeze, el 9 de abril de 1845, con el apoyo de varios beneficiarios. La primera cerveza que se elaboró en el sitio fue la "Patersvaatje" en 1852. En 1871, el priorato obtuvo el estatus de abadía y la elaboración de cerveza se convirtió en una actividad regular. A través de la reclamación de páramos, la agricultura y la ganadería de la abadía prosperaron. Además, se fundaron varias comunidades dependientes de la abadía de Achel: en Echt (Abadía de Lilbosch), Diepenveen, Rochefort (Abadía de Rochefort) y la abadía de Notre Dame de l'Emmanuel en Kasanza en 1958 (Congo Belga).

### SigloXX
Al comienzo de la Primera Guerra Mundial (1914) los monjes abandonaron la abadía. Los alemanes desmantelaron la fábrica de cerveza en 1917 para apropiarse de los aproximadamente 700 kg de cobre. Después de la Segunda Guerra Mundial se construyó una nueva abadía entre 1946 y 1952, pero solo se completaron dos alas de las cuatro planificadas. En 1989 la abadía vendió la mayoría de sus tierras a la Administración Forestal Nacional de Holanda y al Gobierno de Flandes. En 1998, con el apoyo de los monjes trapenses de Westmalle y Rochefort se reanudó la elaboración de cerveza.